# Auguste Burdeau
Pour les articles homonymes, voir Burdeau (homonymie).

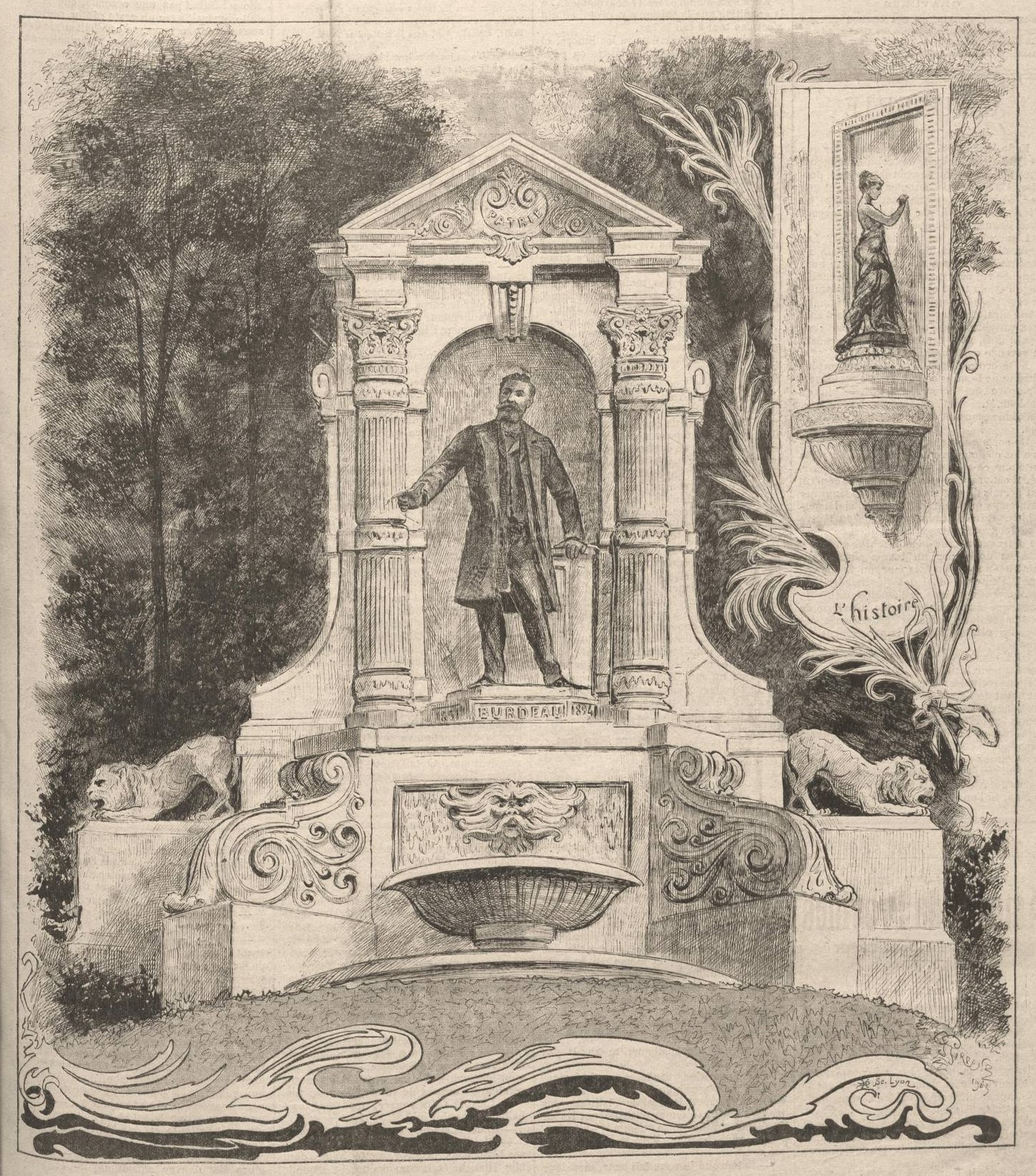
Le monument Burdeau.

Auguste-Laurent Burdeau, né le 10 septembre 1851 à Lyon et mort le 12 décembre 1894 à Paris 7e, est un écrivain, professeur de philosophie et homme politique de la Troisième République.

## Biographie

### Jeunesse et études
Auguste-Laurent Burdeau naît au sein d'une famille modeste. Sa mère, Pierette Colin, est couturière. Son père, Gabriel Burdeau, employé à l'école vétérinaire, est mort alors que sa mère était enceinte de lui, à quinze jours de sa naissance. Élevé par une tante, en Mâconnais, il est ramené à Lyon, à cinq ans, et devient, vers cette époque, le compagnon de promenades du chansonnier Pierre Dupont, qui sera son premier éducateur. Entré à l’école à huit ans, il rattrape rapidement son retard et excelle. Obligé de travailler très tôt, le jeune Auguste travaille, le soir après l’école, comme tisseur sur soie. Joséphin Soulary, qui l’a remarqué, lui fait cependant obtenir une bourse d'études, qui lui permet de suivre les cours au lycée impérial de Lyon où, à partir de la troisième, il aide financièrement sa mère en travaillant comme répétiteur d’externes, accumulant premiers prix et accessits, puis d’entrer en classes préparatoires à Paris au collège Sainte-Barbe et de faire sa philosophie à Louis-le-Grand. En 1870, il intègre l'École normale supérieure de la rue d'Ulm. La guerre franco-allemande de 1870 ayant interrompu ses études, il s’engage comme volontaire contre les Prussiens dans l’Armée de l'Est commandée par le général Bourbaki. Blessé et fait prisonnier en 1871, il est décoré de la Légion d'honneur à vingt ans. La guerre terminée, il revient à Lyon pour terminer ses études et devient agrégé de philosophe en 1874.

### Parcours professionnel
Professeur agrégé de philosophie, il est nommé titulaire de la chaire de philosophie au lycée de Saint-Étienne. Quelques années plus tard, il est transféré à Nancy, puis au lycée Louis-le-Grand à Paris. Disciple de Kant, il a pour élève Maurice Barrès, Léon Daudet et Paul Claudel qui l'admira malgré des idées divergentes. Spécialiste d'Arthur Schopenhauer, il publie des articles dans la Revue philosophique. Il est nommé chef de cabinet de Paul Bert lorsque celui-ci est nommé ministre de l'Instruction publique en novembre 1881:232. Il est élu député du Rhône de 1885 à 1894.
Le 13 juillet 1892, à la suite de la démission de Godefroy Cavaignac, et bien qu'il soit déjà mis en cause dans le scandale de Panama,,, et accusé de corruption par Drumont dans la Libre Parole, il est nommé ministre de la Marine et des Colonies dans le gouvernement Émile Loubet, fonction qu'il conserve jusqu'au 11 janvier 1893. L'administration des colonies étant transférée du Ministère du Commerce à celui de la Marine, Burdeau est secondé par Émile Jamais, sous-secrétaire d'État au ministère de la Marine et des Colonies, chargé des colonies. Burdeau est ensuite ministre des Finances dans le cabinet de Casimir-Perier de 1893 à 1894. Il est élu président de la Chambre des députés le 5 juillet 1894, mais il meurt cinq mois plus tard d'une embolie pulmonaire. Il est inhumé au cimetière du Père-Lachaise, après des funérailles nationales.
Maurice Barrès, dans son cycle romanesque le Roman de l'énergie nationale, le décrit sous le personnage d'un professeur de philosophie charismatique doublé d'un politicien sans scrupules, Paul Bouteiller,. Celui qui a été son élève au lycée de Nancy avoue avoir été marqué par son enseignement, notamment sur Schopenhauer, mais exprime son désaccord par rapport à ses idées républicaines et plus particulièrement la promotion de l'école laïque et gratuite, qui selon sa pensée est contraire à la nature des choses.
Léon Daudet, dans Souvenirs des milieux littéraires, politiques, artistiques et médicaux, lui reproche ses « classes de germanisation » qui pétrissaient les cerveaux malléables des jeunes dans le moule allemand de Kant, estimant qu’« il est avant tout un politicien. »

## Œuvre
Défenseur de la laïcité, il est l'auteur de L'instruction morale à l'École (1884) et du Manuel d'Éducation morale (1893) démontrant que la morale n'est pas obligatoirement liée à la religion. D'après lui, le citoyen peut, sans aucune référence à une divinité ou une croyance, être un homme d'une totale probité. Auguste Burdeau rédige une étude sur la famille Carnot. La mort interrompt son œuvre alors qu'il préside la Chambre des députés.
Il est à l'origine de l'expression d'« ordre social désirable » qui caractérise la volonté d'un État d'assurer une mission générale d'organisation de la vie sociale en fonction de l'intérêt général.
Il a traduit en français en 1885 l'œuvre majeure d'Arthur Schopenhauer, le Monde comme volonté et comme représentation. Cette traduction, saluée par Friedrich Nietzsche, a fait référence aux XIXe et XXe siècles. Il a, en outre traduit les Essais de morale, de science et d'esthétique, Essais sur le progrès, Essais scientifiques, Essais de politique de Herbert Spencer.
Outre la Revue philosophique, il a publié des articles dans la Revue des Deux Mondes et ainsi que dans le journal Le Globe:233.

## Hommages
La ville de Lyon a donné, en 1895, le nom de Burdeau à la rue du Commerce, près de laquelle il était né:242, en bas des pentes de la Croix-Rousse, au pied de l'amphithéâtre des Trois-Gaules. Il a un monument, au Jardin des plantes, au-dessus de la rue Burdeau. Une statue ornait l’édifice maçonné au motif en pierres blanches composé d’un portique aux lignes sévères, encadré de deux colonnes surmontant une élégante vasque aux ornementations originales et flanqué de deux lions rugissants, dû à l’architecte Émile Trélat. Inaugurée le 28 juin 1903, sous la présidence de Maurice Rouvier, la statue en bronze a été réalisée par le sculpteur Charles Boucher. La partie postérieure du monument représente une allégorie retraçant les différentes étapes de sa vie : soldat, professeur, député, ministre et président de la chambre des députés, mais la statue en pied a été détruite sous l'Occupation, laissant un emplacement vacant au sein du monument.

## Décorations
- Chevalier de la Légion d'honneur en 1871

## Publications
- L’Instruction morale à l’école.
- Devoir et Patrie.
- Notions élémentaires d'économie politique.
- Les Carnot, 1753-1887, une famille républicaine, 1888.